# Daniel S. Loeb
Daniel Seth Loeb (* 18. Dezember 1961) ist ein US-amerikanischer Investor und Hedgefonds-Manager.

## Leben
Loeb wuchs im kalifornischen Santa Monica auf. Seine Eltern waren der Anwalt Ronald Loeb und die Historikerin Clare Spark Loeb. Er studierte Volkswirtschaftslehre an der Columbia University und arbeitete als Investmenthändler für die Unternehmen Citicorp und Warburg Pincus. Er gründete 1995 – und leitet seither – das Unternehmen Third Point, welches ein Anlagevermögen von über 14 Milliarden US-Dollar verwaltet.

### Familie
Loebs Großtante ist die Mattel-Mitbegründerin Ruth Handler. Er wohnt wahlweise in New York City und auf den East Hamptons und ist seit 2004 mit Margaret Davidson Munzer, einer ehemaligen Yoga-Lehrerin, verheiratet. Das Paar hat drei Kinder.

### Vermögen
Der Selfmade-Milliardär steht mit einem Privatvermögen von etwa 3,5 Milliarden US-Dollar (Stand: April 2021) auf der Liste der reichsten Menschen der Welt des US-amerikanischen Wirtschaftsmagazins Forbes. Er belegte im Jahr 2020 Platz 295 der wohlhabendsten US-Amerikaner.
Loeb ist Mitveranstalter des „Wall Street Dinner“ der United Jewish Appeal Federation (UJA) von New York.

## Wirken
Als großer Anteilseigner an US-amerikanischen und internationalen Unternehmen, wie etwa Nestlé und der Sony Corporation, nimmt er tiefgreifenden Einfluss auf deren Geschäftspolitik.